# Július Slabeycius
Július Slabeycius (1. dubna 1916, Brezno, Rakousko-Uhersko – 31. ledna 1988, Bratislava, Československo) byl slovenský lékař a chirurg, účastník slovenského národního povstání.
Slabeycius v letech 1926–1934 navštěvoval reálné gymnázium v Banské Bystrici. V letech 1934–1940 studoval na Lékařské fakultě Univerzity Komenského v Bratislavě. Od roku 1940 byl držitelem titulu MUDr. Poté pracoval jako přednosta Chirurgické kliniky v Bratislavě, městský chirurg a krajský soudní znalec. Stal se také pedagogem středního zdravotnického personálu. Zabýval se problematikou hrudní chirurgie a anesteziologie. Byl odborníkem na operace plic a srdce. Účastnil se slovenského národního povstání a zahraničního odboje. Byl autorem odborných přednášek, studií, publikací.